# Molnár Miklós (történész)
Molnár Miklós (Budapest, 1918. október 28. – Genf, 2003. november 26.) magyar történész, újságíró, politológus, kritikus, irodalomtörténész, műfordító, egyetemi tanár, az MTA tagja (k: 1995). A történelemtudományok doktora (1993).

## Életpályája
Molnár Dezső (1879–1965) ügyvéd és Fischer Erzsébet (1886–1932) gyermekeként született. 1936–1938 között a Pázmány Péter Tudományegyetem hallgatója volt. 1937–1939 között a Nemzet, illetve a Reggel felelős szerkesztője volt. 1945–1947 között a Szabad Szó belső munkatársaként működött. 1946–1950 között a Szabad Nép felelős szerkesztője volt. 1950–1955 között az Irodalmi Újság felelős szerkesztőjeként dolgozott. 1953–1956 között az MTA–TMB aspiránsa volt. 1955–1956 között az ELTE Lenin Intézetében filozófia szakon végzett. 1956-ban az Irodalomtudományi Intézet munkatársa volt. 1957-től Svájcban élt, 1957–1958 között munkás volt Zürichben. 1958–1963 között a Genfi Egyetem történész szakán tanult. 1963–1988 között a Genfi Egyetem Nemzetközi Kapcsolatok Intézetének docense, nyilvános rendes tanára volt. 1969–1985 között a Lausanne-i Egyetem rendkívüli tanára, 1998-tól emeritus professzora volt. 1995-től a Magyar Tudományos Akadémia külső tagja volt. 1997-től a MÚOSZ örökös tagja lett.
Színházi kritikákat és kulturális témájú cikkeket írt, részt vett az írói ellenzék tevékenységében. Kutatási területe: az I. Internacionálé története, Marx és Engels működése, a magyarországi kommunizmus, az 1956-os magyar forradalom, a civil társadalom és Közép-Európa politikai fejlődése.
Apai nagyapjának testvére Molnár Gyula (1857–1932) író, jogász.

## Művei
- Színházi életünk története a felszabadulás után (1947)
- Katona József (1952)
- Katona József válogatott művei (Válogatta, szerkesztette, Budapest, 1953)
- Imre Nagy, réformateur ou révolutionnaire? (Nagy Lászlóval, 1959, magyarul: Két világ között, 1961)
- Le déclin de la Premiére Internationale (Genf, 1963)
- Victoire d'une défaite, Budapest 1956 (1968, magyarul: Egy vereség diadala Budapest, 1956, 1988)
- 1871 – Jalons pour une histoire de la Commune de Paris (T. Haannal, G. Haupttal, Párizs, 1973, 1993)
- Marx, Engels et la politique internationale (Párizs, 1975)
- A Short History of the Hungarian Communist Party (1978)
- Le fanatisme (E. A. Haynallal, G. de Puymége-zsel, 1980)
- Religions et révolution (Genéve, 1981)
- De Béla Kun á János Kádár. Soixante-dix ans de communisme hongrois (Párizs, 1987)
- La démocratie se léve á l'Est. Société civile et communisme en Europe de l Est: Pologne et Hongrie (Genf-Párizs, 1990)
- Civil társadalom és akinek nem kell (Budapest, 1996)
- Histoire de la Hongrie (Párizs, 1996)
- Miért nem lett Benyovszky Móric Madagaszkár kormányzója? Akadémiai székfoglaló (Elhangzott: 1997. május 21.)
- Geschichte Ungarns (1999)
- Socialisme, cultures, histoire (Párizs, 1999)
- A Concise History of Hungary (2001)

## Díjai, elismerései
- Nagy Imre-emlékplakett (1994)
- Köztársasági Elnöki Aranyérem (Göncz) (1998)[7]
- Aranytoll (2000)

## Származása
| Molnár Miklós (Budapest, 1918. okt. 28.– Genf, 2003. nov. 26.) | Apja: Molnár Dezső (1896-ig Müller) (Budapest, 1879. szept. 10.– Budapest, 1965. nov. 29.) ügyvéd | Apai nagyapja: Molnár Zsigmond (1896-ig Müller) (Szabadka, 1852– Budapest, 1916. dec. 2.) magánhivatalnok | Apai nagyapai dédapja: Müller Ede kereskedő, 1848–49-es honvédtiszt |
| Molnár Miklós (Budapest, 1918. okt. 28.– Genf, 2003. nov. 26.) | Apja: Molnár Dezső (1896-ig Müller) (Budapest, 1879. szept. 10.– Budapest, 1965. nov. 29.) ügyvéd | Apai nagyapja: Molnár Zsigmond (1896-ig Müller) (Szabadka, 1852– Budapest, 1916. dec. 2.) magánhivatalnok | Apai nagyapai dédanyja: Reiner Mimi                                 |
| Molnár Miklós (Budapest, 1918. okt. 28.– Genf, 2003. nov. 26.) | Apja: Molnár Dezső (1896-ig Müller) (Budapest, 1879. szept. 10.– Budapest, 1965. nov. 29.) ügyvéd | Apai nagyanyja: Hirschmann Berta (1854– Budapest, 1943. okt. 24.)                                         | Apai nagyanyai dédapja: Hirschmann Mór                              |
| Molnár Miklós (Budapest, 1918. okt. 28.– Genf, 2003. nov. 26.) | Apja: Molnár Dezső (1896-ig Müller) (Budapest, 1879. szept. 10.– Budapest, 1965. nov. 29.) ügyvéd | Apai nagyanyja: Hirschmann Berta (1854– Budapest, 1943. okt. 24.)                                         | Apai nagyanyai dédanyja: Beer Janka                                 |
| Molnár Miklós (Budapest, 1918. okt. 28.– Genf, 2003. nov. 26.) | Anyja: Fischer Erzsébet (Szerencs, 1886. júl. 13.– Budapest, 1932. nov. 23.)                      | Anyai nagyapja: Fischer Ignác (Gyimes, 1838– Szerencs, 1896. jan. 2.) gőzmalom tulajdonos                 | Anyai nagyapai dédapja: Fischer János serfőző                       |
| Molnár Miklós (Budapest, 1918. okt. 28.– Genf, 2003. nov. 26.) | Anyja: Fischer Erzsébet (Szerencs, 1886. júl. 13.– Budapest, 1932. nov. 23.)                      | Anyai nagyapja: Fischer Ignác (Gyimes, 1838– Szerencs, 1896. jan. 2.) gőzmalom tulajdonos                 | Anyai nagyapai dédanyja: Weisz Anna                                 |
| Molnár Miklós (Budapest, 1918. okt. 28.– Genf, 2003. nov. 26.) | Anyja: Fischer Erzsébet (Szerencs, 1886. júl. 13.– Budapest, 1932. nov. 23.)                      | Anyai nagyanyja: Pollatsek Adél                                                                           | Anyai nagyanyai dédapja: n. a.                                      |
| Molnár Miklós (Budapest, 1918. okt. 28.– Genf, 2003. nov. 26.) | Anyja: Fischer Erzsébet (Szerencs, 1886. júl. 13.– Budapest, 1932. nov. 23.)                      | Anyai nagyanyja: Pollatsek Adél                                                                           | Anyai nagyanyai dédanyja: n. a.                                     |